# Zach Scott
Zach Scott (Haiku-Pauwela, 2 luglio 1980) è un ex calciatore statunitense, di ruolo difensore.

## Palmarès

### Club

#### Competizioni nazionali
- A-League/USL-1 Commissioner's Cup: 2

Seattle Sounders: 2002, 2007
- A-League Western Conference Championship: 1

Seattle Sounders: 2004
- USL First Division Championship: 2

Seattle Sounders: 2005, 2007
- U.S. Open Cup: 4

Seattle Sounders: 2009, 2010, 2011, 2014
- MLS Supporters' Shield: 1

Seattle Sounders: 2014
- Campionato MLS: 1

Seattle Sounders: 2016